# Jonas Rein

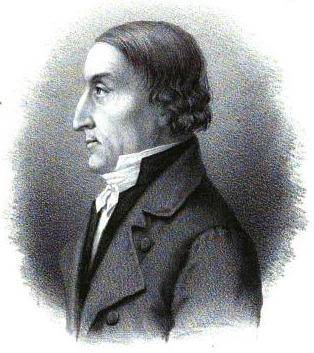
Jonas Rein

Jonas Rein (* 30. Januar 1760 in Øksendal, heute Ortsteil von Sunndal; † 21. November 1821 in Bergen) war ein norwegischer Pfarrer, Dichter und Abgeordneter der verfassungsgebenden Versammlung Grunnlovsforsamlingen in Eidsvoll.

## Familie
Seine Eltern waren der Residierende Kaplan und spätere Pfarrer Ole Rein (1729–1792) und dessen Frau Margretha Hansdatter Ross († 1760). Jonas Rein heiratete in erster Ehe am 10. Dezember 1791 Anna Cathrine Arbo (1756–1794), Tochter des Pfarrers Christian Arbo (1726–1773) und dessen Frau Anne Livia Wølner (1725–1769); in zweiter Ehe heiratete er am 25. Februar 1796 Anna Friderica (oder Fredrikke) Bergersen (21. Mai 1779–23. Februar 1856), Tochter von Berger Bergersen und dessen Frau Inger Marie Wiig.
Rein befand sich als Dichter im Übergang vom Rationalismus zur Romantik. Er war in der Reichsversammlung von Eidsvoll 1814 ein starker Verfechter der norwegischen Selbständigkeit.

## Jugend und beruflicher Werdegang
Rein wurde auf dem Kaplanhof Sandbrekken in Øksendal geboren. Die Mutter starb zwei Wochen nach seiner Geburt. Er wuchs dann in Jevnaker auf, wo sein Vater 1763 Pfarrer geworden war. Der Vater unterrichtete seine Kinder selbst.
Schon seit seiner Jugend war Rein ein Hypochonder mit schwachen Nerven. Er hatte einen schwierigen Charakter, und seine Mitmenschen fürchteten seine scharfe Zunge.
Rein bestand 1777 in Kopenhagen das Examen artium. Nach dem Annenexamen begann er das Theologiestudium, war aber mehr an der modernen europäischen Literatur und der Philosophie interessiert. Er wurde Mitglied von Det Norske Selskab und wurde ein bewundernder Freund von Johan Herman Wessel und Johan Vibe. Nach dem theologischen Staatsexamen 1780 kehrte er nach Norwegen zurück und war bis 1787 vor allem Hauslehrer bei vornehmen Familien in Østlandet. Er wollte Dichter werden. Seine erste Arbeit Hagen og Axel im klassischen französischen Stil wurde zwar 1786 in Kopenhagen gedruckt, aber mangels Originalität nie aufgeführt.
1787 reiste Rein erneut nach Kopenhagen und suchte eine Anstellung. Das gelang zunächst nicht, was ihn mit großer Bitterkeit gegen die mächtigen Bürokraten erfüllte. 1789 legte er das neu geschaffene Philologische Staatsexamen ab und hoffte vergebens auf eine Lehrerstelle an einer höheren Schule. 1791 wurde ihm eine Pfarrstelle in Kautokeino in der Provinz Finnmark angeboten. Er zog es aber vor, Residierender Kaplan in Skjeberg, heute Teil von Sarpsborg, zu werden, wohin er 1792 berufen wurde. Für eine Beförderung fuhr er 1799 erneut nach Kopenhagen und wurde Pfarrer in Eidanger und Brevik (heute Ortsteile von Porsgrunn). Dort blieb er, bis er 1808 Pfarrer an der Nykirche in Bergen wurde.

## Seine Dichtung
Seit 1786 hatte Rein viele Gedichte in dänischen Zeitschriften veröffentlicht. 1802 kam eine Gedichtsammlung in zwei Bänden heraus. Die Grundstimmung seiner Dichtung ist trist und melancholisch. Seine besten Arbeiten sind Elegien. Seine Gedichte Ved Johan Herman Wessels Grav (An Johann Herman Wessels Grab) und En Faders Sang ved sin moderløse Datters Vugge (Lied eines Vaters an der Wiege seiner mutterlosen Tochter) wirken noch heute ergreifend. In seinen frühen Gedichten ist auch eine starke Sozialkritik zu spüren. Zunächst hatte er große Sympathie für die französische Revolution, doch sie wurde durch den nachfolgenden Terror stark gedämpft. Aber immer folgte er einem religiös-moralischen Freiheitsideal auf individualistischer Basis.
Sein geistiger Hintergrund war der Rationalismus und Deismus des 18. Jahrhunderts. Aber er spürte auch den Zug zur Romantik in der deutschen und dänischen Philosophie, Theologie und Dichtung in der Zeit um 1800. Er nahm Impulse von Kant, Schleiermacher und Schiller auf. Er schrieb Epigramme, von denen eines die so genannte Holgerfehde ausgelöst haben soll. 1799 kam es zu einer lebenslangen Freundschaft mit dem Dichterehepaar Kamma und Knud Lyne Rahbek. 1810 veröffentlichte er eine weitere Gedichtsammlung. Einige der Gedichte zeugen von einem Wandel in der Stoffbehandlung von der Vernunft hin zum Gefühl.
Zusammen mit Christian Magnus Falsen und Herman Foss gründete er 1817 in Bergen die patriotische Zeitschrift Den norske Tilskuer und schrieb auch einige Beiträge.

## Auf der Reichsversammlung in Eidsvoll

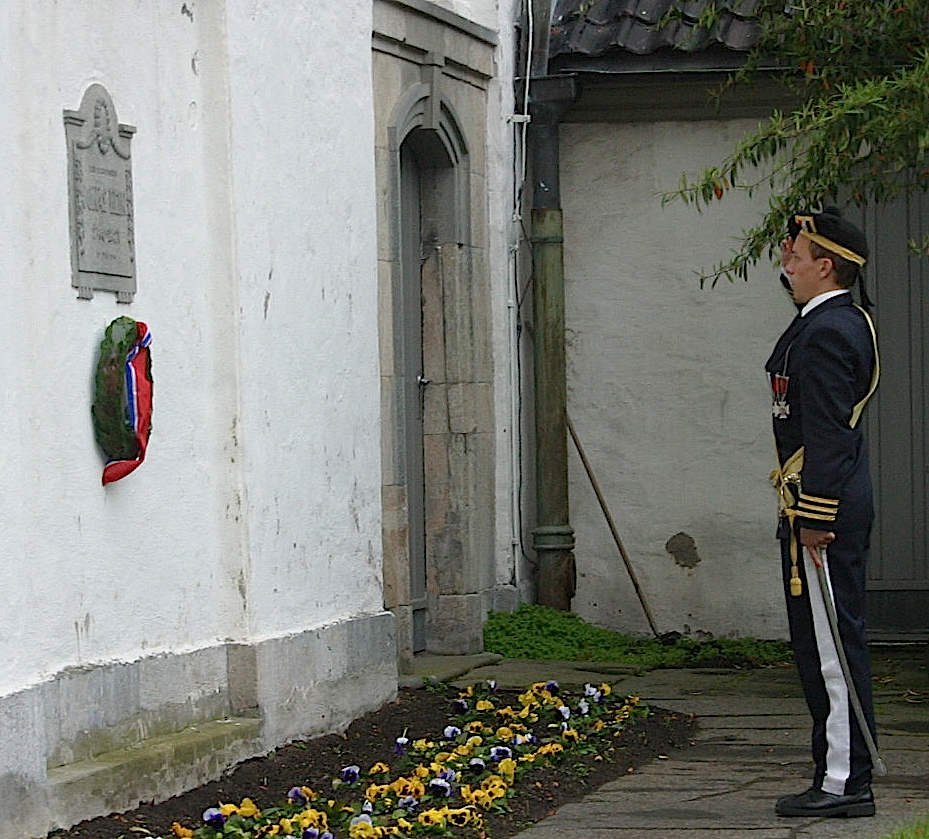
Gedenktafel für Jonas Rein

Rein schloss sich Wilhelm Frimann Koren Christie an, der einen Intellektuellenkreis um sich geschart hatte, und gründete die Gesellschaft „Quod libet“, die der „Norske Selskab“ in Kopenhagen entsprechen sollte. Mit Christie, dessen politische Einstellung er teilte, kam er als vierter Delegierter Bergens in die Reichsversammlung von Eidsvoll. Er war leidenschaftlicher Patriot und ein guter Redner. Wegen seines beißenden Sarkasmus war er bei vielen Anhängern Schwedens verhasst. Er behauptete, dass der künftige König Karl Johann nur aus Machthunger und Ehrgeiz vom Katholizismus zum Luthertum konvertiert sei. Bei der Beratung über die Eidsvollgarantie beschuldigte er die Gegner, womit Graf Wedel und Severin Løvenskiold gemeint waren, des Landesverrats und forderte, sie sollten das Land verlassen. Seine Rede führte zur Annahme des Vorschlags mit großer Mehrheit. Aber diese beiden Reden dürften dazu geführt haben, dass er nicht Bischof von Bergen nach dem Tode Johan Nordahl Bruns wurde.
In seinen letzten Jahren litt er an schweren Depressionen. Er war dauernd kränklich und zeigte sich verbittert und menschenfeindlich. Als er 1821 starb, hinterließ er eine Frau und sechs kleine Töchter.

## Werke
- Hagen og Axel. Et originalt Sørge-Spil i fem Optog (Hagen und Axel. Ein originales Trauerspiel in fünf Akten). Kopenhagen 1786
- Ved Johan Herman Wessels Grav. En Elegie. In: Poetiske Samlinger. 3. Stück. Herausgegeben von „Det norske Selskab“. Kopenhagen 1793. S. 41–50
- En Faders Sang ved sin moderløse Datters Vugge. In: Charis, 1799, S. 123 f.
- Jonas Reins samlede Digte. 2 Bände. Kopenhagen 1802
- Nyeste Digte. Kopenhagen 1810